# Adolph Oberdörffer
Adolph Oberdörffer (* 21. Oktober 1822 in Hamburg; † 17. August 1887 ebenda) war ein deutscher Apotheker und Chemiker.

## Leben

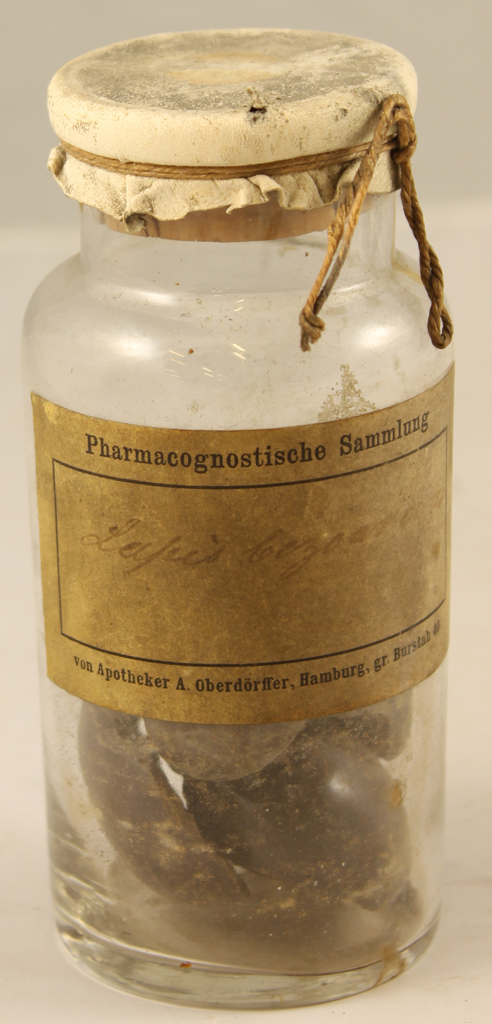
Apothekerglas, Pharmacognostische Sammlung A. Oberdörffer

Oberdörffer war ein Sohn des Apothekers Johann Hinrich Christian Oberdörffer, der eine Apotheke in Hamburg am Burstah betrieb. Nach dem Schulbesuch am Johanneum absolvierte Oberdörffer ab 1838 eine fünfjährige Lehre in einer Altonaer Apotheke. Er verbrachte die Zeit von 1843 bis 1846 als Apothekergehilfe in Dresden und in der väterlichen Apotheke in Hamburg, dann folgte bis 1848 ein Studium in Jena bei Heinrich Wilhelm Ferdinand Wackenroder. 1849 trat er als Teilhaber in die Apotheke seines Vaters ein. Nach dem Tod des Vaters übernahm Oberdörffer 1852 die Apotheke zunächst als Pächter und ab 1870 als alleiniger Besitzer.
Ab 1856 erteilte Oberdörffer pharmakognostischen Unterricht in der Hamburger Pharmazeutischen Lehranstalt, deren Leitung er später übernahm.
Eine Herstellung von Mineralwasser, die sein Vater zunächst als Nebengeschäft führte, baute Oberdörffer 1857 zu einem selbstständigen Geschäft aus. Er betrieb die Fabrikation gemeinsam mit Eduard Zinkeisen unter der Firma Oberdörffer & Zinkeisen.
Von 1859 bis 1862 gehörte Oberdörffer der Hamburgischen Bürgerschaft an. Dort war er 1861 und 1862 Schriftführer.
Er besaß eine pharmakognostische Sammlung, die nach seinem Tod die Pharmazeutische Lehranstalt erhielt.

## Ämter
Oberdörffer hatte zahlreiche weitere Ämter inne.

### Pharmazie
- 1856 Ernennung zum beeidigten Handelschemiker durch den Hamburger Senat
- 1857–1858 Armenapotheker
- 1859–1869 Mitexaminator der Visitationskommission des Gesundheitsrats
- 1862–1864 Armenapotheker
- 1864–1868 Vorsitzender des Hamburg-Altonaer Apothekervereins
- 1866–1872 Armenapotheker
- 1870 und 1871 Pharmazeutisches Mitglied der Visitationskommission des Gesundheitsrats
- 1875–1880 Vorsitzender des Hamburg-Altonaer Apothekervereins
- ab 1878 Assessor des Medizinalkollegiums für Pharmazie
- 1883–1887 Vorsitzender des Hamburg-Altonaer Apothekervereins
- ab 1885 Angehöriger der Prüfungskommission für Apothekergehilfen

### Kirche
Oberdörffer engagierte sich in der Gemeinde der St. Nikolaikirche und hatte dort verschiedene Ehrenämter inne.
- 1853–1856 Adjunkt
- 1857–1870 Hundertachtziger (1869 und 1870 Jurat)
- 1871–1877 Kirchenvorsteher
- 1877–1887 Gemeindeältester
- 1885–1887 als Abgeordneter des Gemeindevorstands Mitglied der Synode

### Naturwissenschaft
- 1868–1878 Verwalter der ethnographischen Sammlung bzw. des Kulturhistorischen Museums
- ab 1876 Mitglied des Vereins für naturwissenschaftliche Unterhaltung zu Hamburg[1]

### Sonstige Ämter
- 1853–1856 Armenpfleger
- 1870 außerordentliches Zivilmitglied der Kreisersatzkommission
- 1875–1878 Niederrichter
- 1880–1887 Mitglied der Bibliothekskommission der Patriotischen Gesellschaft

## Veröffentlichungen
Auszugsweise einige Veröffentlichungen von Oberdörffer:
- Japanischer Sternanis. Giftiger Sternanis. In: Pharmaceutische Centralhalle für Deutschland. Band 22. Springer (in Comm.), Berlin 1881, S. 162–163 (online).
- Das Culturhistorische Museum. In: Hamburg in naturhistorischer und medicinischer Beziehung. Den Mitgliedern und Theilnehmern der 49. Versammlung Deutscher Naturforscher und Aerzte als Festgabe gewidmet. L. Friederichsen & Co, Hamburg 1876, S. 210–211 (online).
- et al.: Supplementum Pharmacopoeae borussicae Hamburgense, sistens medicamina Hamburgensibus usitata et recentiora nonnulla ; quae in Pharmacopoea borussica, editionis septimae, non occurunt. Hrsg.: Medizinalkollegium Hamburg. W. Mauke Söhne, Hamburg 1868 (online).
- Ueber Prüfung des Schellacks. In: Archiv der Pharmacie. Band 153. Hahn’sche Hofbuchhandlung, Hannover 1860, S. 13–14 (online).
- Ueber Balsamum peruvianum. In: Archiv der Pharmacie. Band 153. Hahn’sche Hofbuchhandlung, Hannover 1860, S. 14–15 (online).
- Beitrag zur Prüfung ätherischer Oele auf Alkoholgehalt. In: Archiv der Pharmacie. Band 123. Hahn’sche Hofbuchhandlung, Hannover 1853, S. 1–3 (online).